# Phyllocnema semijanthina
Phyllocnema semijanthina là một loài bọ cánh cứng trong họ Cerambycidae.